# Миргородський фаховий коледж імені Миколи Гоголя

Корпус № 2

Миргородський фаховий коледж імені Миколи Гоголя Національного університету «Полтавська політехніка імені Юрія Кондратюка» відомий також як Миргородський художньо-промисловий коледж ім. М. В. Гоголя Полтавського національного технічного університету ім. Юрія Кондратюка, Кера́мік (до 2011 Миргородський Керамічний Технікум) — український історичний мистецько-керамічний навчальний заклад розташований у Миргороді, що розпочав роботу 1 листопада (13 листопада) 1896 року. Є вищим навчальним закладом I—II рівнів акредитації. У 2011 році технікум стає структурним підрозділом Полтавського національного технічного університету ім. Юрія Кондратюка.

## Історія
У 1879 році з нагоди 70-ліття від дня народження Миколи Гоголя шанувальники його таланту порушили питання про присвоєння його імені навчальному закладу, що мали відкрити у Миргороді. Але відкриття навчального закладу затягнулося на довгих сімнадцять років.
Полтавське губернське та Миргородське повітове земства у 1880 році оголосили збір коштів у межах Полтавського краю на будівництво навчального закладу. Полтавське земство звернулося до Олександра II, який 14 лютого 1881 року санкціонував збір коштів на будівництво навчального закладу. Було складено кошторис. На будівництво і облаштування потрібно було 80000 рублів, з яких майже половину (понад 32000 рублів) дала всеросійська підписка, а решту грошей виділили Полтавське губернське та миргородське повітове земства. Міська управа подарувала 3 десятини землі за мостом біля річки Хорол.
Будинок школи було закладено 22 серпня 1889 року. Споруда була збудована у стилі французького ренесансу за проєктом полтавського архітектора О. І. Ширшова. Споруджено навчальний корпус у 1882 році. 1 листопада 1896 року в присутності великої кількості гостей та губернського начальства відбулося урочисте відкриття Миргородської художньо-промислової школи. Метою школи була підготовка «…фахівців, щоб виготовляли гончарні, теракотові, майолікові, фаянсові і порцелянові вироби… і для поширення знань з керамічного виробництва».
Відповідно до шкільного статуту приймали дітей різних соціальних станів із 12-річного віку та старших. Навчання було безкоштовним. Курс навчання був розрахований на 5 років. У першому навчальному році навчалося 45 хлопчиків та 10 дівчаток, але кількість учнів весь час зростала. Першим директором навчального закладу був призначений Масленніков С. І.
Учні школи навчалися не лише малювати, а й виконували значний обсяг робіт. Виготовляли майолікову плитку для оздоблення фасадів церков. Наступними замовленнями були облицювальні теракотово-емальовані та майолікові плити та кахлі для оздоблювальних робіт у Петербурзі.
У 1900 році Миргородська художньо-промислова школа виконала замовлення на майоліковий іконостас у візантійсько-російському стилі для посольської російської церкви в столиці Аргентини Буенос-Айресі за проєктом петербурзького архітектора М. М. Ніконова. Загальна довжина всіх частин іконостасу становить 30 метрів. Копію цього витвору мистецтва було виготовлено у 1902 році та встановлено в Успенському соборі Миргорода.
У різний час тут працювали відомі майстри українського мистецтва: О. Сластьон, І. Українець, В. Кричевський, Ф. Красицький, М. Касперович та багато інших. 
На початку XX століття школа експонувала свої вироби на багатьох виставках, зокрема, на міжнародній художньо-промисловій виставці керамічних виробів 1901 року, а також на міжнародній виставці 1912 року вироби миргородських майстрів нагороджені золотими медалями, а на загальноросійській кустарній виставці 1907 року — малою срібною медаллю.
За часів Гетьманату в Україні було відкрито низку вищих навчальних закладів, у тому числі й у Миргороді. 15 вересня 1918 року на базі художньо-промислової школи імені М. В. Гоголя створено Миргородський художньо-промисловий інститут, який мав відділи: технічно-керамічний і декоративно-народного мистецтва, а також педкурси, що готували вчителів малювання для шкіл. Директором інституту призначили професора Української Академії мистецтв архітектора В. Кричевського. Інститут припинив своє існування у серпні 1919 року. У 1929—1930 роках на базі колишньої школи створено індустріально-керамічний інститут, який 1933 року переведено до Кам'янця-Подільського, а у Миргороді залишено технікум будівельних матеріалів, що мав два відділення: кераміко-теплотехнічне і механічне. За час свого існування він підготував і випустив понад 14000 фахівців.
З початком німецько-радянської війни частина студентів та викладачів були мобілізовані до лав Червоної армії. У повоєнний період технікум залишався провідним навчальним закладом Миргородщини.
У 1997 році Постановою Кабінету Міністрів України № 78 навчальний заклад перейменовано на Миргородський державний керамічний технікум імені М. В. Гоголя.
Відповідно до Закону України «Про вищу освіту», Враховуючи клопотання Полтавської обласної державної адміністрації, вченої ради і керівництва Полтавського національного технічного університету імені Юрія Кондратюка, колективу і керівництва Миргородського державного керамічного технікуму імені М. В. Гоголя, та з метою оптимізації мережі вищих навчальних закладів, покращення якості підготовки фахівців навчальний заклад у 2011 році реорганізовано в Миргородський художньо-промисловий коледж імені М. В. Гоголя Полтавського національного технічного університету імені Юрія Кондратюка.

## Музей кераміки
З перших років заснування керамічно-мистецької школи при ній діє музей кераміки, який належить до числа визначних пам'яток України. Тут найповніше в Україні представлені вироби з порцеляни, фаянсу, майоліки XIX століття, зокрема іранські, китайські, японські, французькі та італійські керамічні вироби, саксонська, веджвудська і копенгагенська порцеляни, а також вироби вітчизняних підприємств: Межигірської та Кам'яно-Бродської фаянсових фабрик, заводів М. Кузнєцова, Гарднера                                                                                                                                                            та інші.

## Цікаві факти
У 1923 року до закладу вступала Катерина Білокур, проте її не було прийнято на навчання через відсутність атестата про середню освіту.
У 2013 році була створена скульптура, яка є оберегом навчального закладу. Автор Роман Микитчук.